# Mai Charoenpura
Siriwimol "Mai" Charoenpura, ใหม่ เจริญปุระ (Bangkok, 5 januari 1969), is een Thaise zangeres en actrice.

## Biografie
Mai is een dochter van de Thaise acteur Surin Charoenpura (ook bekend als Ruj Ronnapop) en Winee Sontikool. Zij heeft drie zussen, Venic Charoenpura, Ploy Charoenpura en Vipavee Charoenpura, en één halfzuster, de actrice Intira Jaroenpura. Mai volgde onderwijs in Engeland.
Sinds 1980 heeft zij op de Thaise televisie en in films vele rollen gespeeld.
Als actrice trok ze internationaal de aandacht met haar rol als de slechte Lady Srisudachan in de film The Legend of Suriyothai uit 2001, geregisseerd door Chatrichalerm Yukol. De film werd niet in Nederland uitgebracht, maar is wel in een aantal andere Europese landen te zien geweest (o.a. Spanje, Italië, Frankrijk, Griekenland, Noorwegen en Finland).
Als zangeres heeft zij sinds 1989 tientallen platen en video's uitgebracht en op veel concerten opgetreden. In Nederland kreeg zij enige bekendheid doordat er twee nummers van haar op de cd Veronica goes Asia werden uitgebracht, te weten Ther-Ru-Reu-Plowl (Weet je het niet) en Rak-Laaw-Rak-Loey (Liefde voor altijd).
In 2007 trad Mai op in Manchester, op een concert dat was georganiseerd door de voormalige premier van Thailand Thaksin Shinawatra ter gelegenheid van het feit dat hij voor tachtig procent eigenaar was geworden van Manchester City FC.